# Perezinigokalumma piton
Perezinigokalumma piton är en kvalsterart som först beskrevs av Sandór Mahunka 1998.  Perezinigokalumma piton ingår i släktet Perezinigokalumma och familjen Parakalummidae. Inga underarter finns listade i Catalogue of Life.